# Bengt Carlsson (Lilliestielke)
Bengt Carlsson (Lilliestielke) var en svensk ämbetsman.

## Biografi
Bengt Carlsson (Lilliestielke) var son till Carl Carlsson. Han var från 1564 till 1572 fogde i Orrebolemsn län och underskrev 15 augusti 1568 kung Johans trohetsförsäkran.Han var häradshövding i Frökinds härad och var 1599 ledamot av rätten i Jönköping.

### Egendom
Bengt Carlsson ägde Brandstorp i Hällestads socken och Oltorp i Dimbo socken.

### Familj
Bengt Carlsson var gift med Maria Olofsdotter (död före 1598), dotter till Olof Bosson (Oxehufvud) och Bengta Mattsdotter (Kafle). De fick tillsammans barnen hövidsmannen Carl Bengtsson (död 1597), Brita Bengtsdotter som var gift med Johan Svensson Somme, Abraham Bengtsson, Catharina Bengtsdotter som var gift med Esbjörn Svensson (Bock af Näs), Bengta Bengtsdotter (död 1623) som var gift med Germund Somme, Olof Bengtsson och Margareta Bengtsdotter som var gift med häradshövdingen Claes Knutsson Hård.